# Gordon Douglas Rowley

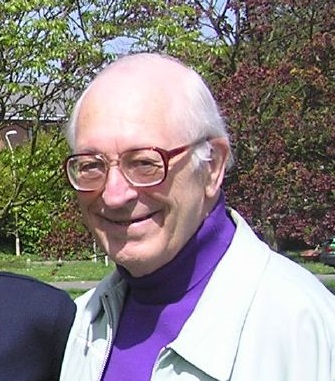
Gordon Douglas Rowley

Gordon Douglas Rowley (* 31. Juli 1921 in London; † 12. August 2019) war ein britischer Botaniker und Autor zahlreicher Bücher über Kakteen und andere Sukkulenten. Sein offizielles botanisches Autorenkürzel lautete „G.D.Rowley“.

## Leben und Wirken
Gordon Douglas Rowley erhielt seinen Bachelor of Science in Botanik an der Universität London und arbeitete von 1948 bis 1961 am John Innes Institut. Bis zu seinem Ruhestand 1981 hielt er Vorlesungen an der Universität von Reading. Sein Spezialgebiet sind die Kakteen und die anderen Sukkulenten. Er unternahm mehrere Forschungsreisen nach Afrika, in die USA und nach Mexiko.
Von 1966 bis 1976 war er Präsident der African Succulent Plant Society und von 1983 an Präsident der British Cactus and Succulent Society. Mehrere Jahre war er auch der Herausgeber der Zeitschrift Bradleya.

## Ehrungen
- 1981 Veitch Memorial Medal der Royal Horticultural Society
- 1982 Cactus d’Or der IOS für die Herausgabe der Publikation Repertorium plantarum succulentarum von 1952 bis 1982
- 2001 Allan-Dyer-Preis der Succulent Society of South Africa

Einige sukkulente Pflanzen wurden ihm zu Ehren benannt, z. B.
- Lobivia rowleyi Y.Itô 1957
- Pygmaeocereus rowleyanus Backeb. 1962
- Echinopsis rowleyi H.Friedrich 1974
- Senecio rowleyanus H.Jacobsen 1968

## Schriften (Auswahl)
- Flowering Succulents. Farnham, 1959.
- Cissus and Cyphostemma: A short review of succulent Vitaceae, with check-list of names of species. 1968.
- Illustrated Encyclopedia of Succulents. New York 1978, ISBN 0-517-53309-X.
- Name that Succulent. Cheltenham, 1980. ISBN 0-85950-447-6.
- Intergeneric hybrids in succulents. 1983.
- Adenium and Pachypodium Handbook. Botley, 1983.
- The Haworthia Drawings of John Thomas Bates. Buckhurst Hill, 1985, ISBN 0-9500507-5-X (mit John Thomas Bates).
- Caudiciform and Pachycaul succulents: Pachycauls, Bottle-,Barrel-And Elephant-Trees and Their Kin a Collector's Miscellany. Mill Valley, 1987, ISBN 0-912647-03-5.
- Succulent Compositae: Senecio & Othonna. Mill Valley, 1992.
- Didiereaceae, Cacti of the Old World. Oxford 1992, ISBN 0-902099-20-5.
- Anacampseros, Avonia, Grahamia. Oxford 1995.
- A History of Succulent Plants. Mill Valley, 1997, ISBN 0912647160.
- Pachypodium and Adenium. Southampton, 1999. ISBN 0-9528302-7-2
- Crassula, A Grower's Guide. 2003, ISBN 88-900511-1-6.
- Teratopia: The World of Cristate and Variegated Succulents. 2006, ISBN 88-95018-08-7.